# Kálvin tér
Kálvin tér - stacja węzłowa budapeszteńskiego metra znajdująca się w ciągu niebieskiej linii i czwartej linii podziemnej kolejki. Posiada jeden - centralnie ulokowany - peron. Możliwa jest tutaj przesiadka w kursujące na powierzchni autobusy linii 9, 15, 100E, 115; trolejbusy 83 oraz w kursujące po obwodowej trasie tramwaje linii 47, 48, 49.  